# Jerome Robinson
Jerome Robinson (* 22. Februar 1997 in Raleigh, North Carolina) ist ein US-amerikanischer Basketballspieler.

## Laufbahn
An der Needham B. Broughton High School in seiner Heimatstadt Raleigh spielte Robinson Basketball und Baseball. Im Basketball verbuchte er in seiner letzten Saison als Schüler (2014/15) 19 Punkte pro Partie und verteilte fünf Korbvorlagen je Begegnung.
Von 2015 bis 2018 stand Robinson in der Hochschulmannschaft des Boston College. Bereits in seinem Auftaktjahr war er ein Leistungsträger und erreichte im Laufe des Spieljahres 2015/16 Mittelwerte von 11,7 Punkten, 4,0 Rebounds, 3,0 Korbvorlagen sowie 1,4 Ballgewinne. In den folgenden beiden Spielzeiten erhöhte er seinen Punkteschnitt über 18,7 in der Saison 2016/17 auf 20,7 in seinem abschließenden Junior-Jahr (2017/18). Er zeigte sich dabei als treffsicherer Distanzwerfer und traf 2017/18 81 seiner 198 Versuche von jenseits der Dreierlinie.
Ende April 2018 stand seine Entscheidung fest, auf eine Senior-Saison am Boston College zu verzichten und stattdessen ins Profilager zu wechseln. Im Juni 2018 wählten die Los Angeles Clippers Robinson in der ersten Runde an 13. Stelle beim Draft-Verfahren der NBA aus. Nach 75 Einsätzen für die Kalifornier (3,1 Punkte/Spiel) wurde er im Februar 2020 an die Washington Wizards abgegeben.
In der Saison 2021/22 bestritt er 22 Spiele für die Santa Cruz Warriors in der NBA G-League, erreichte in diesen Begegnungen eine Mittelwert von 20,2 Punkten. Im September 2022 statteten ihn die Golden State Warriors mit einem Vertrag aus, er wurde Mitte Oktober 2022 wieder aus dem Aufgebot gestrichen. Robinson kam dann erneut zu den Santa Cruz Warriors. In der Saison 2023/24 bestritt er 22 NBA-Spiele für Golden State (1,4 Punkte je Begegnung).
Robinson nahm in der Sommerpause 2024 erstmals ein Angebot eines Vereins außerhalb seines Heimatlandes an und wechselte nach Frankreich zu Saint Quentin Basket Ball.

## Karriere-Statistiken

### NBA

#### Hauptrunde
| Saison  | Team                      | GP  | GS | MPG  | FG % | 3P % | FT % | RPG | APG | SPG | BPG | PPG |
| ------- | ------------------------- | --- | -- | ---- | ---- | ---- | ---- | --- | --- | --- | --- | --- |
| 2018–19 | LA. Clippers              | 33  | 0  | 9.7  | .400 | .316 | .667 | 1.2 | 0.6 | 0.3 | 0.1 | 3.4 |
| 2019–20 | LA. Clippers / Washington | 63  | 6  | 15.5 | .371 | .320 | .702 | 2.0 | 1.4 | 0.4 | 0.3 | 5.1 |
| 2020–21 | Washington                | 17  | 6  | 17.9 | .295 | .262 | .800 | 2.2 | 1.5 | 0.7 | 0.4 | 4.9 |
| 2023–24 | Golden State              | 22  | 0  | 3.7  | .333 | .118 | .636 | 0.3 | 0.2 | 0.0 | 0.1 | 1.4 |
| Gesamt  | Gesamt                    | 135 | 12 | 12.5 | .361 | .297 | .711 | 1.6 | 1.0 | 0.4 | 0.2 | 4.0 |

#### Playoffs
| Saison  | Team         | GP | GS | MPG | FG % | 3P % | FT %  | RPG | APG | SPG | BPG | PPG |
| ------- | ------------ | -- | -- | --- | ---- | ---- | ----- | --- | --- | --- | --- | --- |
| 2018–19 | LA. Clippers | 5  | 0  | 9.2 | .357 | .500 | 1.000 | 1.2 | 1.4 | 0.4 | 0.0 | 3.6 |
| Gesamt  | Gesamt       | 5  | 0  | 9.2 | .357 | .500 | 1.000 | 1.2 | 1.4 | 0.4 | 0.0 | 3.6 |